# Nesophyla sordida
Nesophyla sordida är en insektsart som beskrevs av Henry Fairfield Osborn 1934. Nesophyla sordida ingår i släktet Nesophyla och familjen dvärgstritar. Inga underarter finns listade i Catalogue of Life.